# Aciphylleae
Tribu
Classification APG III (2009)
Les Aciphylleae sont une tribu de plantes à fleurs de la famille des Apiaceae (Ombellifères), de la sous-famille des Apioideae. 

## Nom
La tribu des Aciphylleae est décrite en 2000 par les botanistes Mark Francis Watson et Stephen R. Downie.

## Liste des genres et espèces
Selon NCBI
- genre Aciphylla
  - Aciphylla anomala
  - Aciphylla aurea
  - Aciphylla congesta
  - Aciphylla colensoi
  - Aciphylla crenulata
  - Aciphylla crosby-smithii
  - Aciphylla dieffenbachii
  - Aciphylla dissecta
  - Aciphylla divisa
  - Aciphylla dobsonii
  - Aciphylla ferox
  - Aciphylla flexuosa
  - Aciphylla glacialis
  - Aciphylla glaucescens
  - Aciphylla gracilis
  - Aciphylla hectori
  - Aciphylla hookeri
  - Aciphylla horrida
  - Aciphylla indurata
  - Aciphylla kirkii
  - Aciphylla lecometi
  - Aciphylla leighii
  - Aciphylla lyallii
  - Aciphylla monroi
  - Aciphylla montana
  - Aciphylla multisecta
  - Aciphylla pinnatifida
  - Aciphylla polita
  - Aciphylla procumbens
  - Aciphylla scott-thomsonii
  - Aciphylla similis
  - Aciphylla simplex
  - Aciphylla simplicifolia
  - Aciphylla spedenii
  - Aciphylla squarrosa
  - Aciphylla stannensis
  - Aciphylla subflabellata
  - Aciphylla traillii
  - Aciphylla traversii
  - Aciphylla trifoliolata
  - Aciphylla verticillata
- genre Anisotome
  - Anisotome aromatica
  - Anisotome capillifolia
  - Anisotome deltoidea
  - Anisotome filifolia
  - Anisotome flexuosa
  - Anisotome haastii
  - Anisotome imbricata
  - Anisotome latifolia
  - Anisotome lyallii
  - Anisotome pilifera
  - Anisotome procumbens
- genre Gingidia
  - Gingidia algens
  - Gingidia baxteri
  - Gingidia decipiens
  - Gingidia enysii
  - Gingidia flabellata
  - Gingidia grisea
  - Gingidia harveyana
  - Gingidia montana
  - Gingidia trifoliata
  - Gingidia trifoliolata
- genre Lignocarpa
  - Lignocarpa carnosula
  - Lignocarpa diversifolia
- genre Scandia
  - Scandia geniculata
  - Scandia rosifolia